# کوهستان ویندیا
محدوده ویندیا (به انگلیسی: Vindhya Range) یک رشته‌کوه در هند است که در مادیا پرادش واقع شده‌است. محدوده ویندیا ۷۵۲ متر بالاتر از سطح دریا واقع شده‌است.